# زبان خاموش
زبان خاموش (انگلیسی: extinct language) زبانی است بدون نسل زنده که دیگر هیچ سخنوری چه به عنوان زبان اول و چه به عنوان زبان دوم ندارد. در مقابل، زبان مرده (انگلیسی: dead language) زبانی است که دیگر سخنوری به عنوان زبان اول ندارد اما کسانی به عنوان زبان دوم بدان صحبت می‌کنند یا به صورت روان به شکل نوشتاری استفاده می‌شود؛ مانند لاتین. زبان خفته (انگلیسی: dormant language) زبانی مرده است که هنوز سمبلی از هویت قومی برای یک گروه قومی است؛ اینگونه زبان‌ها اغلب  تحت رویه احیا هستند.